# Abd ar-Rahman III.

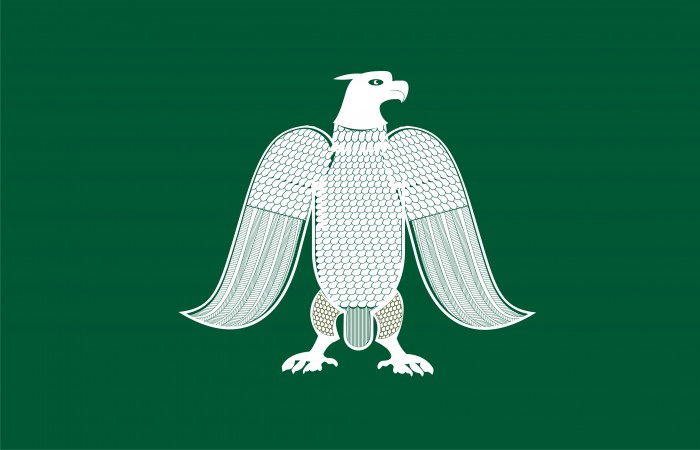
Standarte des Kalifats unter Abdurrahman III.

ʿAbd ar-Rahmān III. (arabisch عبد الرحمن, DMG ʿAbd ar-Raḥmān, spanisch Abderramán; * 889; † 15. Oktober 961 in Córdoba) war von 912 bis 929 achter Emir und von 929 bis 961 erster Kalif von Córdoba. Sein Herrschaftsantritt und seine erfolgreiche Niederschlagung der Rebellion von ʿUmar ibn Hafsūn markieren einen wichtigen Wendepunkt in der Geschichte der umaiyadischen Herrschaft in al-Andalus.

## Als Emir
ʿAbd ar-Rahmān III. war ein Großneffe von al-Mundhir und trat 912 die Nachfolge seines Großvaters Abdallah (der ʿAbd ar-Rahmāns Vater hatte hinrichten lassen) im Emirat von Córdoba an. Ihm gelang zunächst die Unterdrückung mehrerer Revolten und 913 die Unterwerfung von Sevilla. Der Aufständische ʿUmar ibn Hafsūn unterwarf sich 915 gegen Zusicherung von Straffreiheit ʿAbd ar-Rahmāns Herrschaft und blieb bis zu seinem Tod im Jahre 918 ihm gegenüber loyal. Erleichtert wurde ʿAbd ar-Rahmāns Vorgehen durch sich anschließende Machtkämpfe innerhalb des Hafsun-Clans.
Nachdem ʿAbd ar-Rahmān schon 914 die Flotte aufgerüstet hatte, reagierte er 917 erstmals auf Hilfsgesuche berberischer Fürsten im Maghreb gegen die Fatimiden.
Auch der Ausbruch eines Bürgerkriegs in León (925) schwächte die muslimischen Aufständischen in den Markgrafschaften, die von León unterstützt wurden. 928 mussten die Hafsuniden in Bobastro kapitulieren, ʿAbd ar-Rahmān ließ die Festung schleifen. Im selben Jahr wurden die Marwaniden von Mérida unterworfen. Mit der Eroberung von Toledo konnte die Befriedung des Reiches abgeschlossen werden.

## Als Kalif

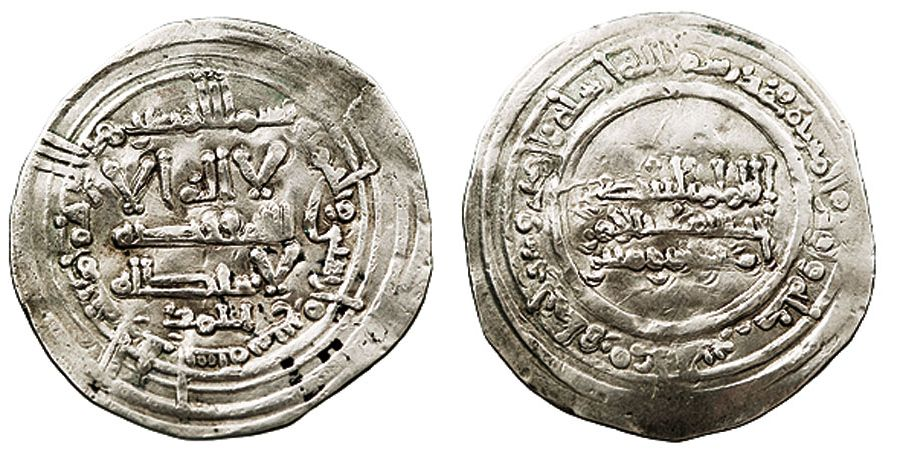
Dirhem des ʿAbd ar-Rahmān III. aus der Medina Azahara

Am 16. Januar 929 nahm ʿAbd ar-Rahmān III. den Titel eines Kalifen an und begründete damit das Kalifat von Córdoba. Das geschah unter anderem deshalb, weil er sich von den schiitischen Fatimiden bedroht sah, die ebenfalls das Kalifat für sich beanspruchten. Jeder andere, der den Titel „Befehlshaber der Gläubigen“ (amīr al-muʾminīn) für sich verwende, sei ein Betrüger, ließ er öffentlich erklären, womit er sowohl den fatimidischen Kalifen al-Mahdī (reg. 909–934) als auch den abbasidischen Kalifen al-Muqtadir (reg. 908–932) meinte.
Durch die Ausrufung zum Kalifen konnte ʿAbd ar-Raḥmān III offiziell in der 928 in Córdoba errichteten Münzstätte Goldmünzen (dīnār, pl. danānīr) und nicht nur Silbermünzen (dirham, pl. darāhim) prägen lassen, was die wirtschaftliche Lage des Reiches entscheidend verbesserte.
Nach der Ausrufung des Kalifats kümmerte sich der Herrscher intensiv um die Grenzsicherung sowie um die direkte Kontrolle der Grenzmarken (ṯaġr, pl. ṯuġūr).
In den Jahren 928–930 wurde die „untere Mark“ unter die Kontrolle Córdobas gebracht. Nach der Eroberung von Mérida, Santarén, Beja und Badajoz musste anschließend die „mittlere Mark“ zurückerobert werden, die für die interne Kommunikation des Reiches wichtig war.
In der Folgezeit kam es mit den Fatimiden auch zu Auseinandersetzungen um die Vorherrschaft in Marokko. 931 wurden zunächst die Küstenstädte Ceuta und Tanger besetzt (Melilla war schon 927 erobert worden) und zu Festungen ausgebaut. Eine weitere Expansion der Fatimiden in Marokko wurde durch Bündnisse mit den Berberstämmen der Banu Ifran oder Magrawa sowie der Salihiden verhindert.
Auch gegen Kastilien und León konnte ʿAbd ar-Rahmān III. sich in den andauernden Kämpfen gut behaupten, so wurden unter anderem León und Navarra 920 besiegt. Allerdings erlitt er im August 939 in der Schlacht von Simancas eine schwere Niederlage gegen León, bei der er verwundet wurde und nur knapp der Gefangenschaft entkommen konnte. Es war der letzte Feldzug, den der Kalif persönlich leitete. Nach  der Niederlage bei Simancas überließ er den Fürsten der Grenzmarken die militärische Leitung und Grenzsicherung. Dennoch konnte 951 die Oberhoheit der Umayyaden über León, Kastilien und Barcelona durchgesetzt werden, was zu erheblichen Tributzahlungen der Christen führte. Die Bedeutung des Kalifats von Córdoba im Mittelmeerraum ist auch daran zu erkennen, dass Byzanz 946 mit den Umayyaden ein Bündnis gegen die Fatimiden abschloss und auch Otto der Große eine Gesandtschaft nach Córdoba schickte. Es bestanden nicht nur zu den beiden anderen Kalifaten diplomatische Kontakte,
sondern auch mit verschiedenen christlichen Reichen. Am intensivsten waren jedoch die Verbindungen zu den christlichen Reichen im Norden Spaniens. Für diplomatische Missionen nach Byzanz, dem Ottonischen Reich und Italien (Sardinien, Amalfi) bediente er sich überwiegend christlicher Würdenträger.
Der Kalif ʿAbd ar-Raḥmān III. schuf eine Flotte (usṭūl), die vom Haupthafen Almería sowohl die fāṭimidische Flotte bekämpfen als auch die Überfälle der Wikinger abwehren konnte. Dadurch gelang es ihm, die Balearen in das Kalifat einzugliedern.
Unter ʿAbd ar-Rahmān III. kam es nach der Befriedung des Landes zu einem großen Wirtschaftsaufschwung. Dieser wurde u. a. durch die Einführung orientalischer und persischer Bewässerungstechniken in der Landwirtschaft und der Einführung der Seidenraupenzucht begünstigt. Auch der Fernhandel im Mittelmeerraum hatte eine große Bedeutung.
Durch die Förderung von Kunst, Kultur und Wissenschaft und eine starke Bautätigkeit stieg Córdoba neben Konstantinopel und Bagdad zu den bedeutendsten Kultur- und Wirtschaftszentren des Mittelmeerraums auf. Unter anderem wurde nach 936 die Medina Azahara-Palaststadt bei Córdoba unter Maslama ibn Abdallah errichtet. ʿAbd ar-Rahmāns Favoritin, die Christin Mardschān, errichtete mehrere Moscheen und gründete fromme Stiftungen.
Der Legende nach soll ʿAbd ar-Rahmān III. zum jungen Gefangenen Pelagius von Córdoba in Begierde entbrannt sein und habe diesen, nachdem er seine Avancen abgelehnt hatte, brutal hinrichten lassen. Die Legende, die nur in christlichen Quellen überliefert ist und möglicherweise anti-islamischer Propaganda diente, gilt einigen Forschern als eine der frühesten Verurteilungen von Homosexualität durch christliche Autoren. Auch soll ʿAbd ar-Rahmān III. wie später sein Sohn al-Hakam II. einen männlichen Harem gehabt haben.
Nach dem Tod von ʿAbd ar-Rahmān im Oktober 961 wurde al-Hakam II. Kalif von Córdoba.